# (34086) 2000 PP5
2000 PP5 (asteroide 34086) é um asteroide da cintura principal. Possui uma excentricidade de 0.07772940 e uma inclinação de 6.07626º.
Este asteroide foi descoberto no dia 5 de agosto de 2000 por Paul G. Comba em Prescott.